# Liu Bichun
Liu Bichun (* November 1975 in Wenzhou) ist eine ehemalige chinesische Schwimmerin, die mittlerweile in den Vereinigten Staaten lebt und arbeitet.

## Leben

### Sportliche Karriere
Sie besuchte ab 1983 die Sportschule ihrer Heimatstadt Wenzhou und gewann 1989 einen Titel bei den chinesischen Juniorenmeisterschaften. Im November selben Jahres berief man sie in das Schwimm-Auswahlteam der Provinz Zhejiang. In den Jahren 1990 und 1991 wurde sie jeweils chinesische Meisterin über 200 Meter Rücken und 1993 erkämpfte sie über die gleiche Distanz die Silbermedaille bei den Chinesischen Nationalspielen.
Zwischen Januar 1993 und Januar 1996 nahm sie an mindestens vierzehn Rennen des Schwimm-Weltcups teil und konnte 1993 mit zwei Siegen, vier zweiten und zwei dritten Plätzen die Rückenschwimmen-Gesamtwertung des Weltcups vor der Japanerin Yoko Koikawa und der Deutschen Sandra Völker für sich entscheiden. Ihren größten Erfolg feierte Liu Bichun im Oktober 1994, als sie sich bei den Asienspielen in der japanischen Stadt Hiroshima die Silbermedaille im Rennen über 200 Meter Rücken sichern konnte – exakt vier Sekunden hinter ihrer Landsfrau He Cihong, der damals amtierenden Kurz- und Langbahnweltmeisterin über diese Distanz. Sie war noch bis 1997 Mitglied der chinesischen Nationalmannschaft. 
In den darauffolgenden zwei Jahren studierte sie an der US-amerikanischen University of Nevada in Reno (Nevada). Dort war sie im Hochschulsport aktiv, wurde 1997, 1998 und 1999 mit Varsity Letters ausgezeichnet und gewann 1999 den Titel der Nevada Swim and Dive Conference über 200 Meter Lagen.

### Berufliches nach dem aktiven Sport
Nach dem Ende ihrer aktiven Karriere immatrikulierte sie sich an der San José State University in San José (Kalifornien) und erwarb dort einen Abschluss in Bewegungswissenschaft und Biomechanik. Heutzutage (Stand: Juli 2024) betreibt sie zwei Schwimmschulen in den kalifornischen Städten Saratoga und Milpitas und ist Trainerin eines Schwimmteams in San José.